# Pensées Nocturnes
Pensées Nocturnes — неоклассический авангард/блэк-метал-проект, состоящий из одного участника, Леона Харкора (фр. Léon Harcore).

## История
Pensées Nocturnes был создан в 2008 году композитором Леоном Харкором. Он написал свою первую песню «Flore» в августе 2008 года и выпустил свой первый альбом Vacuum в апреле 2009 года на лейбле Les Acteurs De L’Ombre Productions, созданном по этому случаю Жеральдом Милани.
В 2016 году Леон Харкор захотел играть свою музыку на концертах и пригласил друзей присоединиться к нему. Pensées Nocturnes дали свой первый концерт 4 декабря 2016 года в Лилле без предварительной рекламы: название проекта даже не было указано на афише.
В июне 2018 года Pensées Nocturnes выступили на фестивале Hellfest в Клисоне.
1 февраля 2019 года вышел альбом Grand Guignol Orchestra, записанный и сведённый на студии Henosis.
В сентябре и ноябре 2021 года Les Acteurs de l’Ombre объявили о выпуске 21 января 2022 года седьмого альбома группы, Douce Fange, записанного и сведённого на студии Henosis.

## Музыкальный стиль
Леон Харкор сочиняет музыку на базе блэк-метала с влиянием, в частности, классической музыки и блюза. Помимо традиционных инструментов для блэк-метала — барабанов, электрогитары и баса, на альбомах можно услышать широкий спектр других инструментов: орган, скрипка, флейта, кларнет, аккордеон, фортепиано, контрабас, труба, тромбон, диджериду, литавры, саксофон, губная гармошка.
Первый альбом, Vacuum, по сути, смешивает депрессивный блэк-метал и влияние классики, за исключением трека «Coup de bleus», где прослеживается влияние блюза. Общая атмосфера мрачная и измученная.
Второй альбом, Grotesque, был выпущен в 2010 году. Он продолжает стиль Vacuum, увеличивая контрасты между различными стилями и усложняя композиции и структуры: симфонические или минималистские пассажи соседствуют с экстремальным металлом, ритмические структуры более разнообразны, чем на Vacuum.

## Состав
- Леон Харкор — вокал, все инструменты

### Концертные участники
- Леон Харкор — вокал, тромбон, труба, гармоника
- Jason — ударные
- Le Grand — бас-гитара
- Robert — гитара
- Zacques — гитара
- Jéjé — аккордеон, клавишные

## Дискография
- Vacuum (2009)
- Grotesque (2010)
- Ceci est de la musique (2011)
- Nom d’une pipe! (2013)
- À boire et à manger (2016)
- Grand Guignol Orchestra (2019)
- Douce Fange (2022)